# Chałupki (Krzyżanowice)
Chałupki (deutsch: Annaberg, bis 1823 Preußisch Oderberg) ist ein Dorf in der Landgemeinde Krzyżanowice (Kreuzenort) im Powiat Raciborski der Woiwodschaft Schlesien in Polen. Zu Chałupki gehören die Weiler Stare Chałupki (Chalupki, 1936–1945 Kolonie Grenzhäuser) und Stary Dwór (Althof).

## Geografie
Chałupki liegt am linken Ufer der Oder, die hier die Grenze zu Tschechien bildet, und ist der südlichste polnische Ort an diesem Fluss. Am rechten Ufer liegt der Ortskern von Starý Bohumín (Alt Oderberg), südwestlich, ebenfalls jenseits der Grenze, das Gemeindegebiet von Šilheřovice (Schillersdorf). Nördlich der Gemeinde Krzyżanowice liegt Zabełków (Zabelkau; 1936–1945 Schurgersdorf).

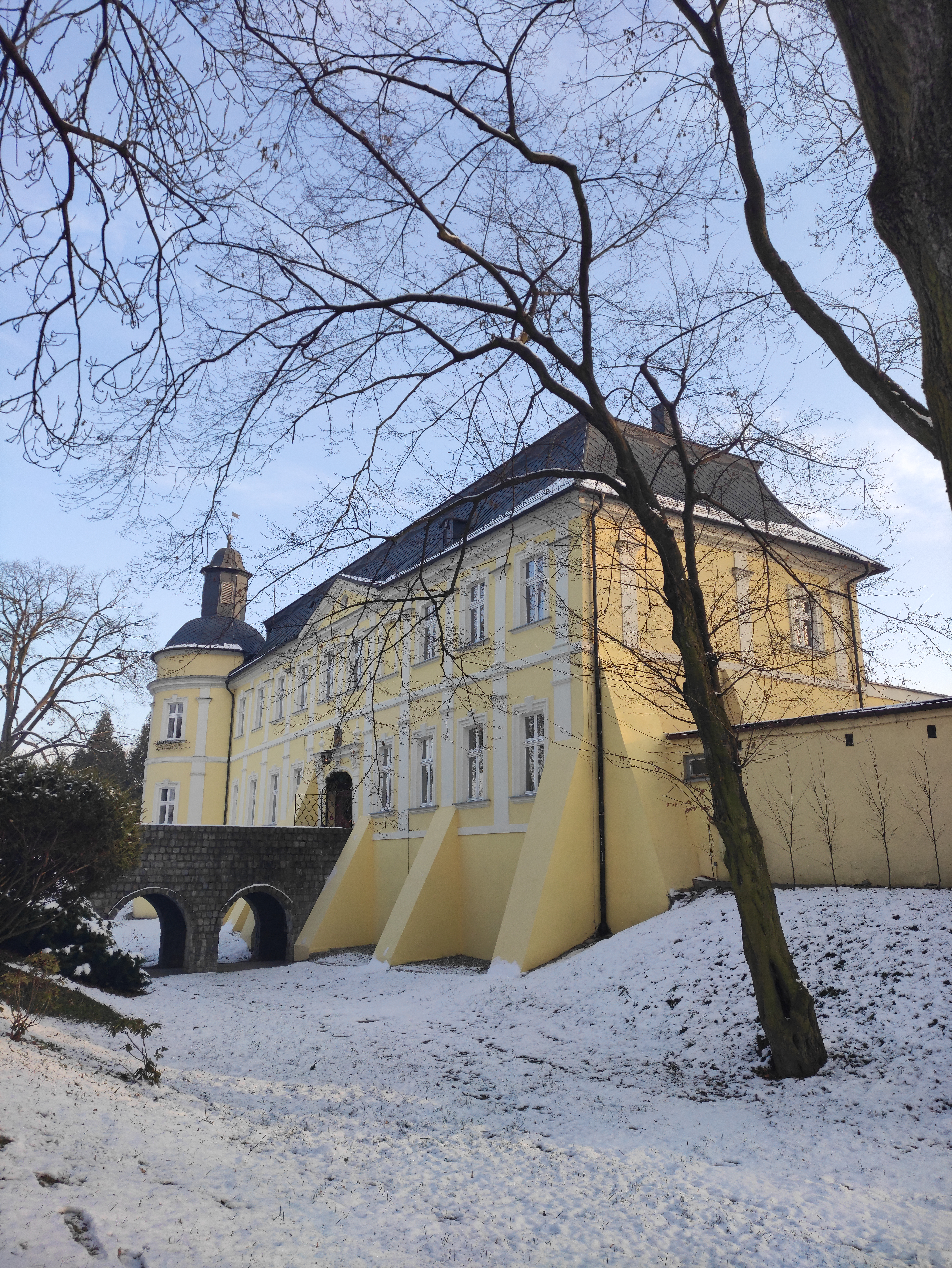
Das Schloss, Brücke und Reste des Grabens
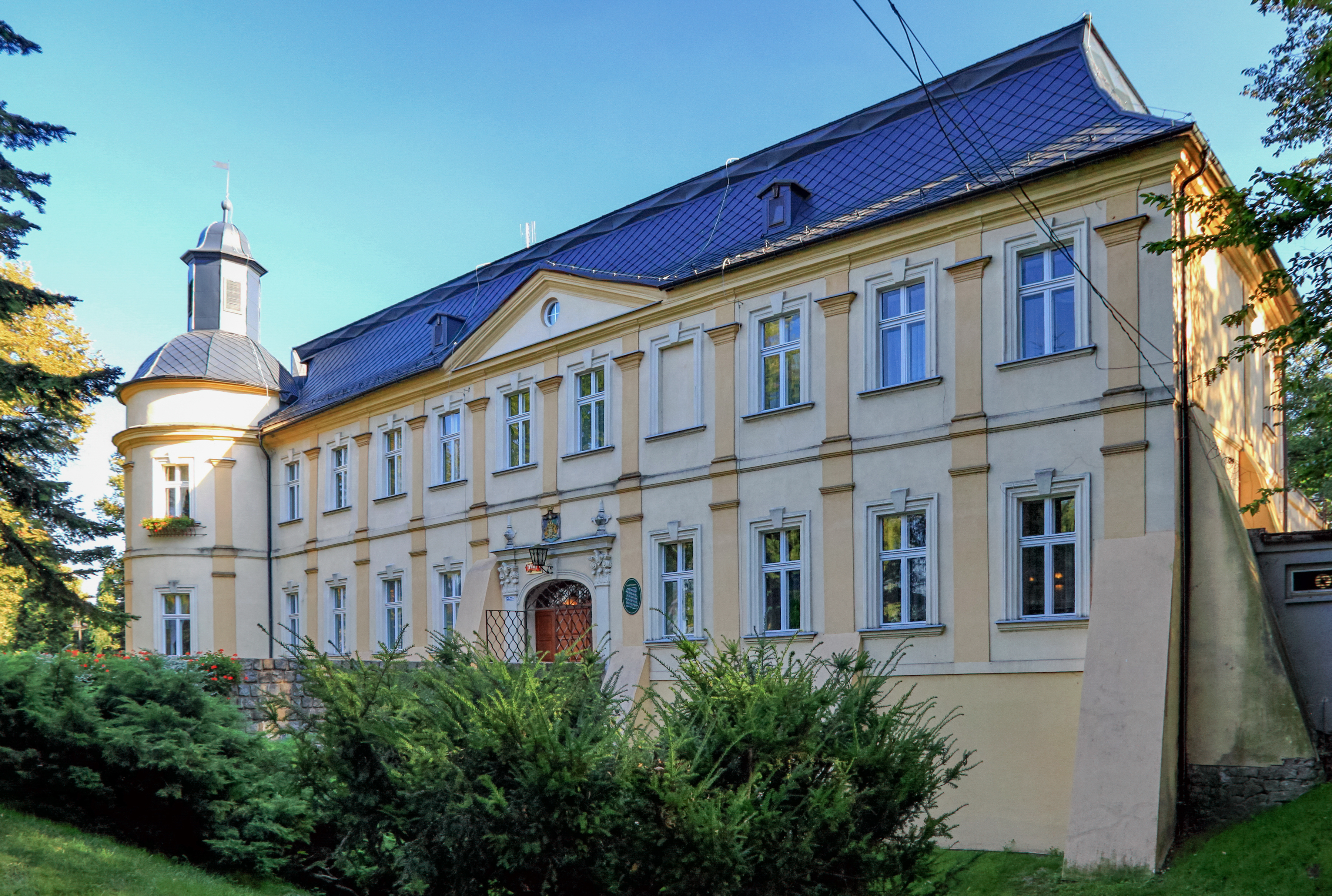
Das Schloss
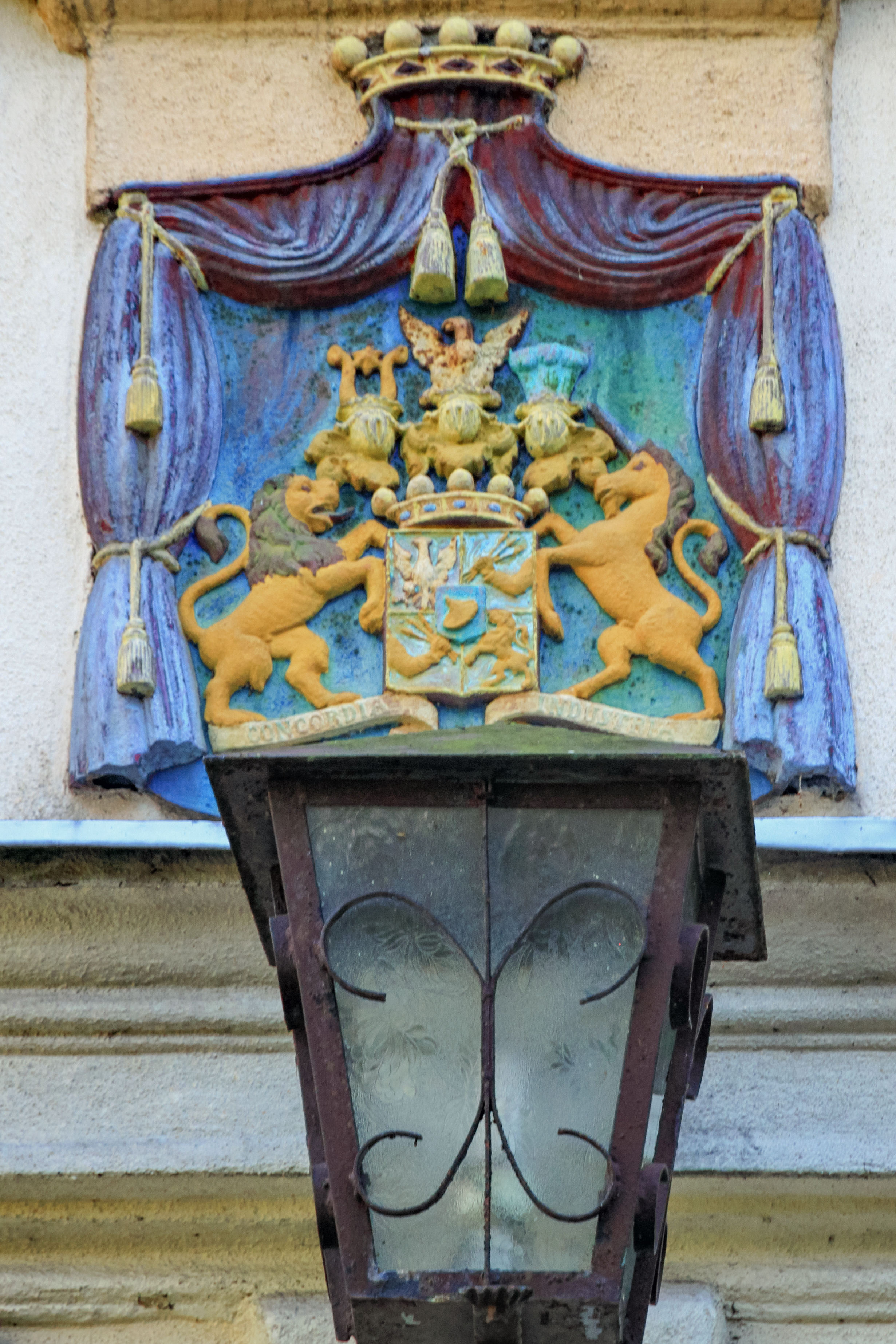
Das Wappen der Rothschilds am Eingang

## Sehenswürdigkeiten

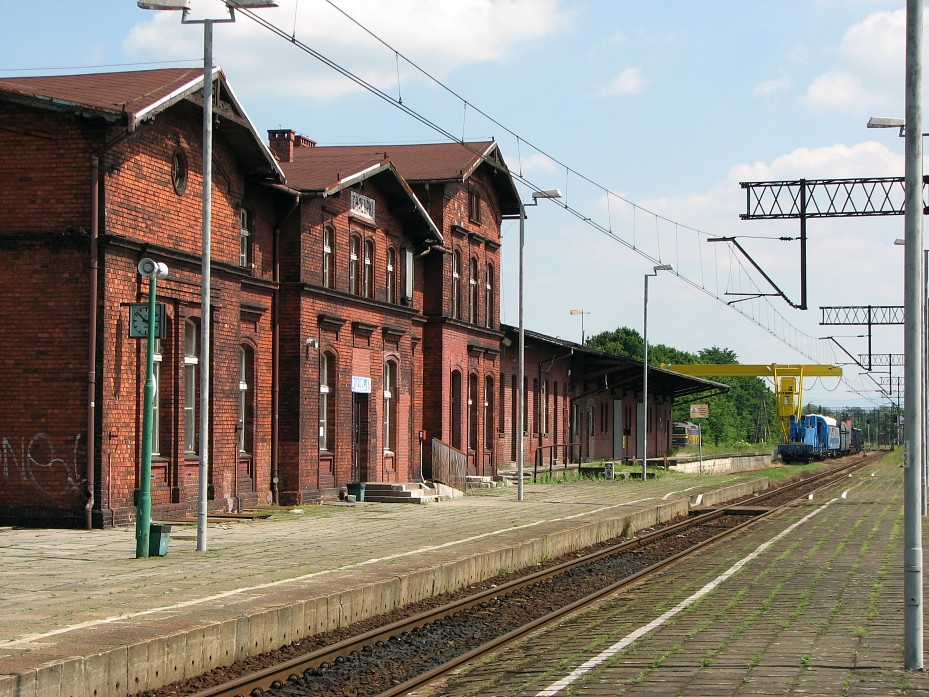
Bahnhof Chałupki

- Schloss Preußisch Oderberg (Pałac w Chałupkach). Im Jahre 1373 wird eine hölzerne Befestigung an dieser Stelle erwähnt, für das 16. Jahrhundert ist eine Burg belegt. Die am 6. Januar von Herzog Johann I. ausgestellte Urkunde gewährt dem Ritter Pasko ein Lehen mit der Burg und der Stadt Bohumin und die Hälfte des Dorfes Zabełków (Zabelkau). Damals sollte sie den Übergang über den nahe gelegenen Fluss schützen. Nach dem Ersten Schlesischen Krieg 1742 lag das Schloss auf preußischer Seite, während die Stadt Bohumin am anderen Ufer an Österreichisch-Schlesien fiel. Ab 1803 gehörte das Schloss der Familie Lichnowsky, 1846 wurde es  von Salomon von Rotschild erworben. 1907 wurde das Schloss baulich verändert. Die Familie Rothschild besaß das Gebäude bis 1936, als sie von den Nationalsozialisten enteignet wurde. Nach dem Zweiten Weltkrieg fiel es 1945 mit dem größten Teil Schlesiens an Polen. 1978 bis 1982 wurde es zu einem Hotel umgebaut. Im Norden und Westen haben sich Reste des alten Grabens erhalten, über den im Norden eine neuere Brücke führt.[1]
- Drei-Nationen-Denkmal (tschechisch: Památník tří států, polnisch: Pomnik Trzech Państw)[2]
- Der Bahnhof Chałupki ist der Grenzbahnhof der Strecke Bahnstrecke Kędzierzyn-Koźle–Bohumín (Oderberg), die 1847 bis auf die Oderbrücke fertiggestellt war, die ab dem 1. September 1848 als Wilhelmsbahn das preußische mit dem österreichischen Eisenbahnnetz verband und damit eine Teilstrecke der ersten Bahnverbindung von Berlin nach Wien war. Die Bahnstrecke Rybnik–Chałupki führt nach Rybnik.

## Söhne und Töchter des Ortes
- Erdmann Heinrich Henckel von Donnersmarck (1681–1752), Pietist und Erbauungsschriftsteller